# Équipe de Suisse de hockey sur gazon
 (août 2022).
Si vous disposez d'ouvrages ou d'articles de référence ou si vous connaissez des sites web de qualité traitant du thème abordé ici, merci de compléter l'article en donnant les références utiles à sa vérifiabilité et en les liant à la section « Notes et références ».
Maillots
L'Équipe de Suisse de hockey sur gazon représente la Suisse dans les compétitions internationales masculines de hockey sur gazon et est contrôlée par Swiss Hockey. Elle est affiliée à la Fédération internationale de hockey et à la Fédération européenne de hockey.

## Histoire dans les tournois

### Jeux olympiques
- 1928 - 7e place
- 1936 - 5e place
- 1948 - 5e place
- 1952 - 9e place
- 1960 - 15e place

### Championnat d'Europe
- 1970 - 8e place
- 1974 - 17e place
- 1991 - 11e place
- 1995 - 11e place
- 1999 - 10e place
- 2003 - 11e place

### Championnat II d'Europe
- 2005 - 6e place
- 2007 - 4e place
- 2009 - 8e place
- 2015 - 7e place
- 2017 - 7e place
- 2021 - 7e place
- 2023 - 6e place
- 2025 - 6e place

### Championnat III d'Europe
- 2011 - 4e place
- 2013 -
- 2019 -

### Ligue mondiale
- 2012-2013 - 1er tour
- 2014-2015 - 25e place
- 2016-2017 - 30e place

### Hockey Series
- 2018-2019 - Open